# Ukrajinska kultura
Ukrajinska kultura je sestavljena iz materialnih in duhovnih vrednot ukrajinskega ljudstva, ki se je oblikovala skozi njihovo zgodovino. Tesno je prepletena z etničnimi študijami o etničnih Ukrajincih in ukrajinskim zgodovinopisjem, ki se osredotoča na zgodovino Kijeva in okolice.        
Čeprav se je država pogosto trudila ohraniti svojo neodvisnost, so njeni ljudje uspeli obdržati svoje kulturne dobrine in so ponosni na veliko kulturno dediščino, ki so jo ustvarili. Številni pisatelji so prispevali k literarni zgodovini države, kot sta Taras Ševčenko in Ivan Franko. Ukrajinska kultura je od osamosvojitve leta 1991 doživela velik preporod. 
Verjame se, da je sodobna ukrajinska kultura nastala kot potomka starodavne države Kijevske Rusije s središčem v Kijevu in Gališko-volinske kneževine, za katero Ukrajinci trdijo, da sta njihova zgodovinska predhodnika. Zato ima skupno kulturo in zgodovino s sosednjimi narodi, kot so Belorusi in Rusi. Ukrajinski zgodovinar, akademik in politik Ljudske republike Ukrajine, Mihail Hruševski, je Ukrajino označil kot Ukrajino-Rus, s čimer je poudaril zgodovinsko zahtevo Ukrajine do starodavne države Kijevske Rusije.
Tradicionalna kmečka ljudska umetnost, vezenine in ljudska arhitektura so ključnega pomena za ukrajinsko kulturo, njeni elementi pa so bili pogosto določeni s takratnimi razpoložljivimi viri. Močna tradicija ljudske umetnosti in vezenja v državi se nadaljuje še danes, saj se ukrajinsko vezenje pogosto šteje za umetniško obliko. 
Na ukrajinske običaje močno vplivajo Vzhodna pravoslavna cerkev in tradicije iz slovanske mitologije. Sovjetska doba je združila kulture številnih nepovezanih narodov s skupnim jezikom in privedla do prisvajanja kulture in identitete mnogih socialističnih republik. Ukrajinska kultura je imela močan vpliv drugih vzhodnoslovanskih kultur, kot sta ruska in beloruska kultura.
Ukrajinska kultura je morala premagati številne ovire, da je preživela in ohranila svojo izvirnost, saj so tuje sile in imperiji, ki so v preteklosti prevladovali nad državo in njenimi ljudmi, pogosto so izvajali politike, katerih cilj je bil asimilirati ukrajinsko prebivalstvo v lastno prebivalstvo, pa tudi poskušati izkoreniniti in očistiti elemente kulture. Na primer, politika rusifikacije je predstavljala velike ovire za razvoj kulture. 
Medtem ko napreduje v sodobnost, Ukrajina ostaja zelo tradicionalna država, kjer ima spoštovanje določenih običajev in praks osrednjo vlogo v njeni kulturi. Številni pomembni ukrajinski prazniki in dogodki temeljijo na starem julijanskem koledarju in se tako razlikujejo od svojih gregorijanskih kolegov. Ti vključujejo božič in silvestrovo, ki sta v ukrajinski kulturi zelo pomembna.